# Quỹ tương hỗ
Quỹ tương hỗ (mutual fund) là một loại phương tiện đầu tư tập thể được quản lý chuyên nghiệp mà hồ tiền từ nhiều nhà đầu tư để mua các chứng khoán. Trong khi không có định nghĩa pháp lý của thuật ngữ "quỹ tương hỗ", nó thường được áp dụng chỉ cho những phương tiện đầu tư tập thể được quy định và được bán cho công chúng. Chúng đôi khi được gọi là các "công ty đầu tư" hoặc "công ty đầu tư có đăng ký". Phần lớn quỹ tương hỗ là "mở", có nghĩa là các nhà đầu tư có thể mua hoặc bán cổ phần quỹ tại thời điểm bất kỳ. Các quỹ phòng hộ không được coi là một loại quỹ tương hỗ.
Thuật ngữ quỹ tương hỗ ít được sử dụng rộng rãi bên ngoài Hoa Kỳ và Canada. Đối với các phương tiện đầu tư tập thể bên ngoài Hoa Kỳ, hãy xem các bài viết trên các loại cụ thể của quỹ bao gồm công ty đầu tư mở, SICAV, quỹ bảo hiểm đồng nhất, tín thác đơn vị và Chủ trương cho đầu tư tập thể trong chứng khoán chuyển nhượng, thường được gọi bằng UCITS từ viết tắt của họ.
Tại Hoa Kỳ, các quỹ tương hỗ phải đăng ký với Ủy ban Chứng khoán và Hối đoái, được giám sát bởi một Ban giám đốc (hoặc hội đồng quản trị nếu tổ chức như một tín thác hơn là một công ty hay hợp danh) và được quản lý bởi một cố vấn đầu tư có đăng ký. Các quỹ tương hỗ không bị đánh thuế trên thu nhập và lợi nhuận của họ nếu họ tuân thủ một số yêu cầu trong Quy chuẩn Doanh thu nội bộ Hoa Kỳ.
Các quỹ tương hỗ có cả ưu và nhược điểm so với đầu tư trực tiếp chứng khoán cá nhân. Chúng có một lịch sử lâu dài ở Mỹ. Ngày nay chúng đóng một vai trò quan trọng trong tài chính hộ gia đình, đặc biệt là trong lập kế hoạch nghỉ hưu.
Có ba loại quỹ tương hỗ của Mỹ: mở, tín thác đầu tư đơn vị, và đóng. Loại phổ biến nhất, các quỹ mở, phải sẵn sàng để mua lại cổ phần của các nhà đầu tư mỗi ngày làm việc. Các quỹ giao dịch trao đổi (hoặc "ETF" cho gọn) là quỹ mở, hoặc các tín thác đầu tư đơn vị mà trao đổi trên một giao dịch. Các quỹ mở là phổ biến nhất, nhưng các quỹ giao dịch trao đổi đã và đang được phổ biến.
Các quỹ tương hỗ thường được phân loại theo các khoản đầu tư chính của họ. Bốn loại chính của các quỹ là quỹ thị trường tiền tệ, quỹ trái phiếu hay thu nhập cố định, các quỹ cổ phiếu hoặc vốn chủ sở hữu và quỹ kết hợp. Quỹ cũng có thể được phân loại là quỹ chỉ số hoặc quỹ được quản lý chủ động.
Các nhà đầu tư trong một quỹ tương hỗ chi trả các chi phí của quỹ, làm giảm lợi nhuận/hiệu quả của quỹ. Có tranh cãi về mức độ của các chi phí này. Một quỹ tương hỗ duy nhất có thể cung cấp cho các nhà đầu tư lựa chọn các kết hợp khác nhau của chi phí (có thể bao gồm hoa hồng hoặc gánh nặng bán hàng) bằng cách cung cấp vài loại tầng lớp cổ phần khác nhau.

## Cấu trúc
Tại Mỹ, một quỹ tương hỗ được đăng ký với Ủy ban chứng khoán và hối đoái (SEC) và được giám sát bởi một ban giám đốc (nếu được tổ chức như một công ty) hoặc hội đồng quản trị (nếu tổ chức như một tín thác). Hội đồng có trách nhiệm đảm bảo rằng quỹ được quản lý vì những lợi ích tốt nhất của các nhà đầu tư của quỹ và với việc thuê các nhà quản lý quỹ và các nhà cung cấp dịch vụ khác cho quỹ.
Người quản lý quỹ, còn được gọi là nhà hỗ trợ quỹ hoặc công ty quản lý quỹ, trao đổi (mua và bán) các khoản đầu tư của quỹ phù hợp với mục tiêu đầu tư của quỹ. Một nhà quản lý quỹ phải là một nhà tư vấn đầu tư có đăng ký. Các quỹ được quản lý bởi cùng một người quản lý quỹ và có cùng một tên thương hiệu được gọi là một "gia đình quỹ" hay "phức hợp quỹ".
Các quỹ tương hỗ không bị đánh thuế trên thu nhập và lợi nhuận của họ miễn là họ tuân thủ các yêu cầu thiết lập trong Quy chuẩn Doanh thu nội bộ của Mỹ. Cụ thể, họ phải đa dạng hóa các khoản đầu tư của họ, giới hạn quyền sở hữu của các chứng khoán có quyền biểu quyết, phân phối một tỷ lệ phần trăm cao của thu nhập và thu nhận vốn (lỗ vốn ròng) tới các nhà đầu tư của họ hàng năm, và kiếm được hầu hết thu nhập bằng cách đầu tư vào chứng khoán và tiền tệ.

Các quỹ tương hỗ vượt qua thu nhập chịu thuế đối với các nhà đầu tư của họ bằng cách trả cổ tức và thu nhận vốn ít nhất hàng năm. Đặc tính của thu nhập đó là không thay đổi khi nó đi qua các cổ đông. Ví dụ, các phân phối quỹ tương hỗ của thu nhập cổ tức được báo cáo là thu nhập cổ tức của nhà đầu tư. Có một ngoại lệ: lỗ ròng phát sinh bởi một quỹ tương hỗ không được phân phối hoặc thông qua các nhà đầu tư quỹ mà được giữ lại bởi quỹ để có thể bù đắp các nhận được trong tương lai.
Các quỹ tương hỗ có thể đầu tư vào nhiều loại chứng khoán. Các loại chứng khoán mà một quỹ cụ thể có thể đầu tư được quy định trong bản cáo bạch của quỹ, trong đó mô tả mục tiêu đầu tư của quỹ, phương pháp tiếp cận đầu tư và các đầu tư được phép. Mục tiêu đầu tư mô tả các loại thu nhập, quỹ này đang tìm kiếm. Ví dụ, một quỹ "tăng giá" thường trông để kiếm được phần nhiều hoàn vốn của nó từ việc tăng giá của các chứng khoán nó nắm giữ, chứ không phải từ cổ tức hoặc thu nhập tiền lãi. Phương pháp tiếp cận đầu tư mô tả tiêu chí mà nhà quản lý quỹ sử dụng để lựa chọn đầu tư cho quỹ.
Danh mục đầu tư của một quỹ tương hỗ được liên tục theo dõi bởi người quản lý danh mục đầu tư hoặc người quản lý quỹ.
Các quỹ phòng hộ không được coi là một loại quỹ tương hỗ (không được đăng ký). Trong khi chúng là một loại phương tiện đầu tư tập thể, chúng không theo Luật Công ty Đầu tư năm 1940 và không cần phải đăng ký với Ủy ban Chứng khoán và Hối đoái (mặc dù nhiều nhà quản lý quỹ phòng hộ phải đăng ký là cố vấn đầu tư).

### Ưu điểm và nhược điểm
Quỹ tương hỗ có lợi thế so với đầu tư trực tiếp vào các chứng khoán cụ thể. Chúng bao gồm:
- Tăng cường đa dạng hóa
- Thanh khoản hàng ngày
- Quản lý đầu tư chuyên nghiệp
- Khả năng tham gia trong các đầu tư mà có thể chỉ dành cho các nhà đầu tư lớn
- Dịch vụ và tiện lợi
- Giám sát Chính phủ
- Dễ so sánh

Quỹ tương hỗ cũng có nhược điểm, trong đó bao gồm:
- Tốn phí
- Ít kiểm soát thời gian của sự công nhận những lợi ích
- Thu nhập ít dự đoán được
- Không có cơ hội để tùy chỉnh

## Lịch sử
Quỹ tương hỗ đầu tiên được thành lập ở châu Âu. Một nhà nghiên cứu cho rằng một thương gia Hà Lan tạo ra quỹ tương hỗ đầu tiên vào năm 1774. Các quỹ tương hỗ đầu tiên bên ngoài Hà Lan là Foreign & Colonial Government Trust, được thành lập tại London vào năm 1868. Bây giờ nó là Foreign & Colonial Investment Trust và trao đổi trên Sàn giao dịch chứng khoán Luân Đôn.
Các quỹ tương hỗ đã được giới thiệu vào Hoa Kỳ trong những năm 1890. Chúng trở nên phổ biến trong những năm 1920. Các quỹ thời kỳ đầu nói chung là loại đóng với một số lượng cổ phần cố định thường được trao đổi với giá cao hơn giá trị của danh mục đầu tư.
Quỹ tương hỗ mở-kết thúc đầu tiên với cổ phần có thể được mua lại được thành lập ngày 21 tháng ba 1924. Quỹ này, Massachusetts Investors Trust, hiện là một phần của gia đình các quỹ của MFS. Tuy nhiên, các quỹ đóng vẫn còn phổ biến hơn quỹ mở trong suốt những năm 1920. Năm 1929, các quỹ mở chỉ chiếm 5% của ngành công nghiệp có tổng tài sản 27 tỷ USD.
Sau sự sụp đổ thị trường chứng khoán năm 1929, Quốc hội Hoa Kỳ đã thông qua một loạt các đạo luật quy định thị trường chứng khoán nói chung và các quỹ tương hỗ nói riêng. Luật Chứng khoán năm 1933 yêu cầu tất cả các khoản đầu tư được bán cho công chúng, bao gồm cả các quỹ tương hỗ, được đăng ký với Ủy ban Chứng khoán và Hối đoái và rằng chúng cung cấp cho các nhà đầu tư tiềm năng với một Bản cáo bạch mà tiết lộ các vấn đề quan trọng về đầu tư. Luật Chứng khoán và Hối đoái năm 1934 yêu cầu các tổ chức phát hành chứng khoán bao gồm các quỹ tương hỗ, báo cáo thường xuyên với các nhà đầu tư của họ; Đạo luật này cũng tạo ra Ủy ban Chứng khoán và Hối đoái, là cơ quan quản lý chủ yếu của các quỹ tương hỗ. Luật Doanh thu năm 1936 lập các hướng dẫn cho việc đánh thuế các quỹ tương hỗ, trong khi Luật Công ty Đầu tư năm 1940 điều chỉnh cấu trúc của chúng.
Khi niềm tin vào thị trường chứng khoán trở lại trong những năm 1950, ngành công nghiệp quỹ tương hỗ bắt đầu phát triển trở lại. Tới năm 1970, đã có khoảng 360 quỹ với 48 tỷ USD trong tài sản. Sự ra đời của các quỹ thị trường tiền tệ trong môi trường lãi suất cao của cuối những năm 1970 thúc đẩy tăng trưởng ngành công nghiệp mạnh mẽ. Quỹ chỉ số bán lẻ đầu tiên, First Index Investment Trust, được thành lập vào năm 1976 bởi The Vanguard Group, đứng đầu là John Bogle, nó bây giờ được gọi là Vanguard 500 Index Fund và là một trong những quỹ tương hỗ lớn nhất thế giới, với hơn 100 tỷ USD tài sản tính đến 31 tháng 1 năm 2011.
Tăng trưởng ngành công nghiệp quỹ tiếp tục đến những năm 1980 và 1990, là kết quả của ba yếu tố: một thị trường bò cho cả cổ phiếu và trái phiếu; các giới thiệu sản phẩm mới (bao gồm cả trái phiếu miễn thuế, các quỹ khu vực, quốc tế và ngày mục tiêu) và phân phối rộng lớn hơn của cổ phần quỹ. Trong số các kênh phân phối mới là các kế hoạch nghỉ hưu. Các quỹ tương hỗ giờ là lựa chọn đầu tư ưa thích trong một số loại kế hoạch nghỉ hưu phát triển nhanh chóng, đặc biệt trong 401(k) và các kế hoạch đóng góp xác định và trong các tài khoản hưu trí cá nhân (IRA), tất cả đều tăng phổ biến trong những năm 1980. Tổng tài sản quỹ tương hỗ giảm trong năm 2008 là kết quả của cuộc khủng hoảng tín dụng năm 2008.
Trong năm 2003, ngành công nghiệp quỹ tương hỗ đã tham gia vào một vụ bê bối liên quan đến đối xử không công bằng của các cổ đông của quỹ. Một số công ty quản lý quỹ cho phép nhà đầu tư được ưa chuộng tham gia vào trao đổi cuối, đó là bất hợp pháp, hoặc market timing, mà là một thực hành bị cấm bởi chính sách quỹ. Vụ bê bối này đầu tiên được phát hiện bởi người mà sau này là Tổng Chưởng lý tiểu bang New York Eliot Spitzer và kết quả là tăng đáng kể quy định của ngành công nghiệp này.
Vào cuối năm 2011, đã có hơn 14.000 quỹ tương hỗ ở Mỹ với tài sản kết hợp 13 nghìn tỷ USD, theo Viện Công ty Đầu tư (ICI), một hiệp hội thương mại của các công ty đầu tư tại Hoa Kỳ. ICI báo cáo rằng các tài sản của quỹ tương hỗ trên toàn thế giới là 23,8 nghìn tỷ USD vào cùng thời gian.
Các quỹ tương hỗ đóng một vai trò quan trọng trong tài chính hộ gia đình và kế hoạch nghỉ hưu ở Mỹ. Vào cuối năm 2011, các quỹ chiếm 23% tổng tài sản tài chính hộ gia đình. Vai trò của chúng trong lập kế hoạch hưu trí đặc biệt quan trọng. Gần một nửa số tài sản trong các kế hoạch 401(k) và các tài khoản hưu trí cá nhân được đầu tư trong các quỹ tương hỗ.

## Các phức hợp dẫn đầu
Đến cuối tháng 10 năm 2011, 10 phức hợp quỹ tương hỗ hàng đầu tại Hoa Kỳ là:
1. Vanguard
2. Fidelity
3. American Funds (Capital Research)
4. BlackRock
5. PIMCO
6. Franklin Templeton
7. JPMorgan Chase
8. State Street Global Advisors
9. T. Rowe Price
10. Federated Investors

## Các loại
Có ba loại quỹ tương hỗ chính ở Mỹ: quỹ mở, tín thác đầu tư đơn vị (UIT), và quỹ đóng. Các Quỹ giao dịch trao đổi (ETF) là quỹ mở hoặc tín thác đầu tư đơn vị trao đổi trên giao dịch; chúng đã đạt được phổ biến gần đây. Trong khi thuật ngữ "quỹ tương hỗ" có thể chỉ tất cả ba loại công ty đầu tư có đăng ký, nó thường được sử dụng để chỉ dành riêng cho loại quỹ mở.

### Quỹ mở
Các quỹ tương hỗ mở phải sẵn sàng mua lại cổ phần của họ từ các nhà đầu tư của họ vào cuối mỗi ngày làm việc theo giá trị tài sản ròng tính cho ngày hôm đó. Hầu hết các quỹ mở cũng bán cổ phần cho công chúng mỗi ngày kinh doanh; các cổ phần này cũng có giá trị tại giá trị tài sản ròng. Một nhà quản lý đầu tư chuyên nghiệp giám sát danh mục đầu tư, mua bán chứng khoán cho phù hợp. Tổng đầu tư trong quỹ này sẽ khác nhau dựa trên mua cổ phần, mua lại cổ phần và biến động giá trị thị trường. Không có giới hạn pháp luật về số lượng cổ phần có thể được phát hành.
Các quỹ mở là loại phổ biến nhất của quỹ tương hỗ. Vào cuối năm 2011, đã có 7581 quỹ tương hỗ mở ở Mỹ với tài sản liên hợp 11,6 nghìn tỷ USD.

### Quỹ đóng
Các quỹ đóng thường phát hành cổ phần ra công chúng chỉ một lần, khi chúng được tạo ra thông qua một chào bán công chúng lần đầu (IPO). Cổ phần của chúng sau đó được niêm yết để trao đổi trên một sàn giao dịchchứng khoán. Nhà đầu tư không còn muốn đầu tư vào quỹ này không thể bán cổ phần của họ trở lại quỹ (như họ có thể với một quỹ mở). Thay vào đó, họ phải bán cổ phần cho nhà đầu tư khác trên thị trường, mức giá mà họ nhận được có thể khác đáng kể so với giá trị tài sản ròng. Nó có thể có một "cao cấp" với giá trị tài sản ròng (nghĩa là nó là cao hơn so với giá trị tài sản ròng), hoặc thường hơn, tại một "giảm giá" so với giá trị tài sản ròng (nghĩa là nó là thấp hơn so với giá trị tài sản ròng). Một nhà quản lý đầu tư chuyên nghiệp giám sát danh mục đầu tư, mua bán chứng khoán cho phù hợp.
Vào cuối năm 2011, đã có 634 quỹ đóng tại Mỹ với tài sản liên hợp 239 tỷ USD.

### Tín thác đầu tư đơn vị
Các tín thác đầu tư đơn vị hoặc UIT phát hành cổ phần ra công chúng chỉ một lần, khi chúng được tạo ra. Các UIT thường có tuổi thọ hạn chế, được thành lập vào lúc tạo ra. Các nhà đầu tư có thể mua lại cổ phần một cách trực tiếp với quỹ bất cứ lúc nào (như với một quỹ mở) hoặc chờ đợi để mua lại khi chấm dứt tín thác. Ít phổ biến hơn, chúng có thể bán cổ phần của mình trên thị trường mở.
Các tín thác đầu tư đơn vị không có người quản lý đầu tư chuyên nghiệp. Danh mục đầu tư chứng khoán của chúng được thành lập khi tạo ra UIT và không thay đổi.
Vào cuối năm 2011, đã có 6.022 UIT ở Mỹ với tài sản tổng cộng là 60 tỉ USD.

### Quỹ giao dịch trao đổi
Một đổi mới tương đối gần đây, các quỹ giao dịch trao đổi hay ETF thường được cấu trúc như một công ty đầu tư mở, mặc dù các ETF cũng có thể được cấu trúc như các tín thác đầu tư đơn vị, quan hệ đối tác, tín thác đầu tư, tín thác hay trái phiếu chỉ định (như là một giấy tờ giao dịch trao đổi). Các ETF kết hợp các đặc điểm của cả quỹ đóng và quỹ mở. Giống như các quỹ đóng, các quỹ ETF được trao đổi trong ngày trên một sàn giao dịch chứng khoán tại một mức giá xác định bởi thị trường. Tuy nhiên, như với quỹ mở, các nhà đầu tư thường nhận được một mức giá gần với giá trị tài sản ròng. Để giữ giá thị trường gần với giá trị tài sản ròng, các ETF phát hành và mua lại các khối lớn cổ phần của mình với các nhà đầu tư tổ chức.
Hầu hết các quỹ ETF là các quỹ chỉ số. Các ETF đã được phổ biến. Vào cuối năm 2011, đã có 1.134 quỹ ETF tại Mỹ với tài sản 1,1 nghìn tỷ USD.

## Đầu tư và phân loại
Quỹ tương hỗ thường được phân loại theo các khoản đầu tư chính của họ, như được mô tả trong bản cáo bạch và mục tiêu đầu tư. Bốn loại chính của quỹ là các quỹ thị trường tiền tệ, quỹ trái phiếu hay thu nhập cố định, quỹ cổ phiếu hoặc cổ phần và quỹ kết hợp. Trong các loại này, các quỹ có thể được phân tiểu loại bởi mục tiêu đầu tư, phương pháp tiếp cận đầu tư hoặc tập trung cụ thể. SEC yêu cầu tên quỹ tương hỗ không thể không phù hợp với các khoản đầu tư của quỹ. Ví dụ, "Quỹ trái phiếu miễn thuế New Jersey ABC" nói chung sẽ phải đầu tư, trong trường hợp bình thường, ít nhất 80% tài sản của mình trong trái phiếu được miễn thuế thu nhập liên bang, thuế tối thiểu thay thế và các thuế trong bang New Jersey.
Các quỹ trái phiếu, cổ phiếu và kết hợp có thể được phân loại như các quỹ chỉ số (được quản lý một cách thụ động) hoặc các quỹ được quản lý tích cực.

### Quỹ thị trường tiền tệ
Các quỹ thị trường tiền tệ đầu tư vào các công cụ thị trường tiền tệ, là các chứng khoán thu nhập cố định với một thời gian rất ngắn để trưởng thành và chất lượng tín dụng cao.
Các nhà đầu tư thường sử dụng các quỹ thị trường tiền tệ như một sự thay thế cho các tài khoản tiết kiệm ngân hàng, mặc dù các quỹ thị trường tiền tệ không được chính phủ bảo hiểm, không giống như tài khoản tiết kiệm ngân hàng.
Các quỹ thị trường tiền tệ cố gắng duy trì 1,00 USD giá trị tài sản ròng trên mỗi cổ phần, có nghĩa là các nhà đầu tư kiếm được thu nhập tiền lãi từ quỹ nhưng không có sự gia tăng vốn hoặc lỗ vốn. Nếu một quỹ không duy trì 1.00 USD mỗi cổ phần vì các chứng khoán đã giảm trong giá trị, nó được gọi là "vỡ buck". Chỉ có hai quỹ thị trường tiền tệ đã từng bị vỡ buck: Community Banker's U.S. Government Money Market Fund vào năm 1994 và Reserve Primary Fund trong năm 2008.
Vào cuối năm 2011, các quỹ thị trường tiền tệ chiếm 23% tài sản của quỹ mở.

### Quỹ trái phiếu
Các quỹ trái phiếu đầu tư vào các chứng khoán thu nhập cố định hoặc chứng khoán nợ. Các quỹ trái phiếu có thể được phân tiểu loại theo loại hình cụ thể của trái phiếu nắm giữ (chẳng hạn như lợi suất cao hoặc trái phiếu rác, trái phiếu công ty cấp đầu tư, trái phiếu chính phủ, trái phiếu đô thị) hoặc bằng sự trưởng thành của trái phiếu được tổ chức (ngắn, trung hoặc dài hạn). Các quỹ trái phiếu có thể đầu tư chủ yếu vào chứng khoán Mỹ (trong nước hoặc các quỹ Mỹ), trong cả chứng khoán Mỹ và nước ngoài (các quỹ toàn cầu hay quỹ thế giới), hoặc chủ yếu là chứng khoán nước ngoài (các quỹ quốc tế).
Vào cuối năm 2011, các quỹ trái phiếu chiếm 25% tài sản của quỹ mở.

### Quỹ cổ phiếu
Các quỹ cổ phiếu đầu tư vào các cổ phiếu phổ thông mà đại diện cho cổ phần sở hữu (hoặc vốn cổ phần) trong các công ty. Các quỹ cổ phiếu được đầu tư chủ yếu vào chứng khoán Mỹ (trong nước hoặc quỹ Mỹ), trong cả chứng khoán Mỹ và nước ngoài (các quỹ toàn cầu hay thế giới), hoặc chủ yếu là chứng khoán nước ngoài (các quỹ quốc tế). Họ có thể tập trung vào một ngành công nghiệp hoặc lĩnh vực cụ thể.
Một quỹ cổ phiếu có thể được phân tiểu loại theo hai kích thước: (1) vốn hóa thị trường và (2) phong cách đầu tư (tức là, tăng trưởng vs. pha trộn/cốt lõi vs. giá trị). Hai kích thước thường được hiển thị trong một mạng lưới được biết đến như một "hộp phong cách".
Vốn hóa thị trường ("VHTT") cho biết quy mô của các công ty mà một quỹ đầu tư trong đó, dựa trên giá trị cổ phiếu của công ty. Vốn hóa thị trường của mỗi công ty bằng số lượng cổ phiếu lưu hành nhân với giá thị trường của cổ phiếu. Vốn hóa thị trường thường được chia thành các loại như sau:
- VHTT cực nhỏ
- VHTT nhỏ
- VHTT trung bình
- VHTT lớn

Trong khi các định nghĩa cụ thể của từng loại khác nhau với các điều kiện thị trường, cổ phiếu vốn hóa lớn thường có vốn hóa thị trường ít nhất là 10 tỷ USD, cổ phiếu nhỏ có vốn hóa thị trường thấp hơn 2 tỷ USD, và cổ phiếu vốn hóa cực nhỏ có vốn hóa thị trường dưới 300 triệu USD. Các quỹ cũng được phân loại trong các loại này dựa trên vốn hóa thị trường của các cổ phiếu mà nó nắm giữ.
Các quỹ cổ phiếu cũng được phân tiểu loại theo phong cách đầu tư của họ: tăng trưởng, giá trị, pha trộn (hoặc cốt lõi). Các quỹ tăng trưởng tìm cách đầu tư vào cổ phiếu của các công ty đang phát triển nhanh chóng. Các quỹ giá trị tìm cách đầu tư vào cổ phiếu xuất hiện giá rẻ. Các quỹ pha trộn sẽ không thiên về tăng trưởng cũng như giá trị.
Vào cuối năm 2011, các quỹ cổ phiếu chiếm 46% tài sản trong tất cả các quỹ tương hỗ của Mỹ.

### Quỹ kết hợp
Quỹ kết hợp (quỹ lai) đầu tư vào cả trái phiếu và cổ phiếu, hoặc vào chứng khoán chuyển đổi. Quỹ cân bằng, quỹ phân bổ tài sản, quỹ ngày mục tiêu hoặc quỹ rủi ro mục tiêu và các quỹ vòng đời hay quỹ lối sống là tất cả các loại quỹ lai.
Các quỹ lai có thể được cấu trúc như quỹ của các quỹ, có nghĩa là họ đầu tư bằng cách mua cổ phần trong các quỹ tương hỗ khác đầu tư vào chứng khoán. Hầu hết quỹ của các quỹ đầu tư vào các quỹ liên kết (có nghĩa là các quỹ tương hỗ được quản lý bởi chính các nhà tài trợ quỹ), mặc dù một số đầu tư vào các quỹ không liên kết (có nghĩa là được quản lý bởi những nhà tài trợ quỹ khác) hoặc trong một sự kết hợp của cả hai.
Vào cuối năm 2011, quỹ lai chiếm 7% tài sản trong tất cả các quỹ tương hỗ của Mỹ.

### Quỹ chỉ số (được quản lý thụ động) vs. Quỹ được quản lý chủ động
Một quỹ chỉ số hay quỹ quản lý thụ động tìm cách để phù hợp với hoạt động của một chỉ số thị trường, chẳng hạn như chỉ số S&P 500, trong khi một quỹ quản lý chủ động tìm cách làm tốt hơn một chỉ số có liên quan thông qua các lựa chọn chứng khoán cao.

## Các chi phí
Các nhà đầu tư trong một quỹ tương hỗ chi trả các chi phí của quỹ. Các chi phí này rơi vào năm loại: chi phí phân phối (gánh nặng bán hàng và phí 12b-1), phí quản lý, các chi phí quỹ khác, phí nghiệp vụ cổ đông và phí nghiệp vụ chứng khoán. Một số chi phí này làm giảm giá trị của tài khoản của nhà đầu tư; những chi phí khác được trả bởi quỹ và làm giảm giá trị tài sản ròng.
Các phí và chi phí định kỳ - đặc biệt là phí 12b-1, phí quản lý và các chi phí quỹ khác-được tính trong tỷ lệ chi phí tổng của quỹ, hoặc chỉ đơn giản là "tỷ lệ chi phí". Bởi vì tất cả các quỹ phải tính toán tỉ lệ chi phí bằng cách sử dụng cùng phương pháp, nó cho phép các nhà đầu tư so sánh chi phí trên các quỹ.

### Các chi phí phân bổ
Các chi phí phân bổ trả tiền cho tiếp thị, phân phối cổ phần của quỹ cũng như các dịch vụ cho nhà đầu tư.

#### Gánh nặng phía trước hay chi phí bán hàng
Gánh nặng phía trước hay phí bán hàng là một hoa hồng trả cho người môi giới bởi một quỹ tương hỗ khi cổ phần được mua. Nó được thể hiện như là một tỷ lệ phần trăm của tổng số tiền đầu tư hay "giá chào bán công chúng", mà bằng giá trị tài sản ròng cộng với gánh nặng phía trước trên mỗi cổ phiếu. Gánh nặng phía trước thường giảm khi số tiền đầu tư tăng lên, thông qua các điểm dừng. Gánh nặng phía trước được trả bởi các cổ đông; nó được khấu trừ từ số tiền đầu tư.

#### Gánh nặng phía sau
Một số quỹ có một gánh nặng phía sau, được trả bởi nhà đầu tư khi cổ phần được mua lại. Nếu gánh nặng phía sau này từ chối nhà đầu tư nắm giữ cổ phần lâu hơn, nó được gọi là tính phí bán hàng trì hoãn tùy thuộc (hoặc CDSC). Như gánh nặng phía trước, gánh nặng phía sau được trả bởi các cổ đông; nó được khấu trừ từ số tiền thu được của mua lại.

#### Phí 12b-1
Một số quỹ tính chi phí hàng năm để bù đắp cho nhà phân phối cổ phiếu quỹ cho việc cung cấp dịch vụ liên tục tới các cổ đông của quỹ. Phí này được gọi là phí 12b-1, sau khi quy định của SEC cho phép nó. Phí 12b-1 được thanh toán bởi quỹ và làm giảm giá trị tài sản ròng.

#### Phí không tải
Một quỹ không tải không tính gánh nặng phía trước trong mọi trường hợp, không tính gánh nặng phía sau trong mọi trường hợp và không tính khoản phí 12b-1 lớn hơn 0,25% tài sản quỹ.

### Phí quản lý
Phí quản lý được trả cho các nhà quản lý quỹ hoặc nhà tài trợ người tổ chức quỹ, cung cấp việc quản lý danh mục đầu tư hoặc các dịch vụ tư vấn đầu tư và cho mượn bình thường tên thương hiệu của mình vào quỹ. Quản lý quỹ cũng có thể cung cấp các dịch vụ hành chính khác. Phí quản lý thường có điểm dừng, có nghĩa là nó giảm khi tài sản (trong hoặc quỹ cụ thể hoặc trong gia đình quỹ như một toàn thể) tăng lên. Phí quản lý được trả bởi quỹ và được bao gồm trong tỷ lệ chi phí.
Ban giám đốc của quỹ xem xét phí quản lý hàng năm. Cổ đông của quỹ phải biểu quyết về bất kỳ sự gia tăng dự kiến nào trong công tác quản lý. Tuy nhiên, người quản lý hoặc nhà tài trợ quỹ có thể đồng ý từ bỏ tất cả hoặc một phần của phí quản lý để giảm tỷ lệ chi phí của quỹ.

### Các chi phí quỹ khác
Một quỹ tương hỗ có thể trả tiền cho các dịch vụ khác bao gồm:
- Phí và các chi phí của Ban giám đốc, những người được ủy thác
- Phí lưu ký: trả cho một ngân hàng lưu ký cho việc nắm giữ danh mục đầu tư của quỹ trong bảo vệ an toàn và thu nợ trên thu nhập chứng khoán
- Phí hành chính quỹ: giám sát tất cả các công việc hành chính của quỹ như chuẩn bị báo cáo tài chính và báo cáo cổ đông, chuẩn bị và nộp vô số hồ sơ SEC cần của các công ty đầu tư có đăng ký, giám sát việc tuân thủ các hạn chế đầu tư, tính toán tổng lợi nhuận và thông tin hiệu suất quỹ khác, chuẩn bị/nộp hồ sơ khai thuế và các chi phí của việc duy trì phù hợp với tình trạng các luật "trời xanh"
- Phí kế toán quỹ: để thực hiện đầu tư, dịch vụ kế toán và tính toán giá trị tài sản ròng chứng khoán (thường là mỗi ngày sàn giao dịch chứng khoán New York mở cửa)
- Phí dịch vụ chuyên nghiệp: phí pháp lý và kiểm toán
- Lệ phí đăng ký: cho khoản phí 24F-2 cho SEC cho các bán ròng của cổ phần quỹ đã đăng ký và lệ phí trời xanh tiểu bang do bán cổ phần cho các cư dân của tiểu bang Hoa Kỳ và các thể chế như Puerto Rico và Guam
- Phí truyền thông cổ đông: in và gửi giấy tờ cần thiết cho các cổ đông như báo cáo cổ đông và Bản cáo bạch
- Phí và chi phí dịch vụ đại lý chuyển: để giữ hồ sơ cổ đông, cung cấp các báo cáo và các bản mẫu thuế cho các nhà đầu tư và cung cấp điện thoại, internet và hoặc hỗ trợ và dịch vụ nhà đầu tư khác
- Các phí khác/linh tinh

Người quản lý hoặc nhà tài trợ quỹ có thể đồng ý trợ cấp cho một số các chi phí khác để giảm tỷ lệ chi phí của quỹ.

### Phí nghiệp vụ cổ đông
Cổ đông có thể được yêu cầu nộp lệ phí cho các nghiệp vụ nhất định. Ví dụ, một quỹ đầu tư có thể tính một khoản phí cố định cho việc duy trì một tài khoản hưu trí cá nhân đối với một nhà đầu tư. Một số quỹ thu phí mua lại khi một nhà đầu tư bán cổ phần quỹ ngay sau khi mua chúng (thường được định nghĩa như trong vòng 30, 60 hoặc 90 ngày kể từ ngày mua); phí mua lại được tính theo phần trăm số tiền bán. Phí nghiệp vụ cổ đông không phải là một phần của tỷ lệ chi phí.

### Phí nghiệp vụ chứng khoán
Một quỹ tương hỗ trả chi phí liên quan đến việc mua hoặc bán chứng khoán trong danh mục đầu tư của mình. Các chi phí này có thể bao gồm hoa hồng môi giới. Phí nghiệp vụ chứng khoán tăng chi phí cơ sở đầu tư mua và giảm số tiền thu được từ việc bán chúng. Chúng không lưu thông qua báo cáo thu nhập của quỹ và không bao gồm trong tỷ lệ chi phí của nó. Số tiền phí nghiệp vụ chứng khoán được chi trả bởi một quỹ thường tỷ lệ thuận với khối lượng trao đổi hoặc "doanh thu" của nó.

### Tranh cãi
Các phê bình của ngành công nghiệp quỹ cho rằng các chi phí quỹ quá cao. Họ tin rằng thị trường cho các quỹ tương hỗ là không cạnh tranh và rằng có rất nhiều chi phí ẩn, do vậy rất khó cho nhà đầu tư để giảm các phí mà họ phải trả. Họ cho rằng cách hiệu quả nhất cho các nhà đầu tư để nâng cao hoàn vốn họ thu được từ các quỹ tương hỗ là đầu tư vào các quỹ với tỷ lệ chi phí thấp.
Những người quản lý quỹ đối lại rằng các phí được xác định bởi một thị trường cạnh tranh cao, và do đó, phản ánh giá trị mà các nhà đầu tư đóng góp cho dịch vụ được cung cấp. Ngoài ra, họ lưu ý rằng các phí được công bố rõ ràng.

## Các lớp cổ phần
Một quỹ tương hỗ duy nhất có thể cung cấp cho các nhà đầu tư lựa chọn kết hợp khác nhau của gánh nặng phía trước, gánh nặng phía sau và phí 12b-1, bằng cách cung cấp vài loại cổ phần khác nhau, được gọi là các lớp cổ phần. Tất cả các lớp cổ phần đầu tư trong danh mục đầu tư trong cùng một danh mục đầu tư chứng khoán, nhưng từng lớp có các chi phí khác nhau và, do đó, giá trị tài sản ròng khác nhau và kết quả thực hiện khác nhau. Một số lớp cổ phần có thể là chỉ dành cho một số loại nhà đầu tư nhất định.
Các quỹ cung cấp nhiều lớp nhận dạng chúng với các chữ cái, mặc dù họ cũng có thể sử dụng những cái tên như "Lớp Nhà đầu tư", "Lớp Dịch vụ", "Lớp Thể chế", vv, xác định loại nhà đầu tư cho nó mà các lớp được dự định. SEC không quy định tên của các lớp cổ phần, do đó, chi tiết cụ thể của một lớp cổ phần cùng tên có thể thay đổi từ gia đình quỹ này tới gia đình quỹ khác.
Các lớp cổ phần điển hình cho các quỹ được bán thông qua các nhà môi giới hoặc trung gian khác như sau.:
- Lớp A cổ phần thường tính phí gánh nặng phía trước cùng với một khoản nhỏ phí 12b-1.
- Cổ phần Lớp B thường không có gánh nặng phía trước. Thay vào đó họ có chi phí bán hàng trì hoãn tùy thuộc, hoặc CDSC cao giảm dần trong vài năm, kết hợp với phí 12b-1 cao. Cổ phần lớp B thường được chuyển đổi tự động sang Cổ phần Lớp A sau khi họ đã được nắm giữ trong một thời gian nhất định.
- Cổ phần Lớp C thường có phí 12b-1 cao và phí bán hàng trì hoãn phụ thuộc khiêm tốn mà không được tiếp tục sau khi một hoặc hai năm. Lớp cổ phần C thường không chuyển đổi sang lớp khác. Chúng thường được gọi là cổ phần "gánh nặng mức độ".
- Lớp I thường có yêu cầu đầu tư tối thiểu rất cao và vì thế, được gọi là cổ phần "thể chế". Họ là những cổ phần không gánh nặng.
- Lớp R thường để sử dụng trong kế hoạch nghỉ hưu như kế hoạch 401(k). Họ thường không tính phí gánh nặng, nhưng tính phí 12b-1 nhỏ.

Quỹ không tải thường có hai loại cổ phần:
- Cổ phần Lớp I không tính khoản phí 12b-1.
- Cổ phần Lớp N tính khoản phí 12b-1 không quá 0,25% tài sản của quỹ.

Không lớp cổ phần nào thường tính phí gánh nặng phía trước hay phía sau.

## Các định nghĩa
Định nghĩa của các thuật ngữ quan trọng.

### Giá trị tài sản ròng (NAV)
Giá trị tài sản ròng hay NAV của một quỹ tương đương với giá trị thị trường hiện tại của cổ phần của quỹ trừ đi nợ phải trả của quỹ (đôi khi được gọi là "tài sản ròng"). Nó thường được biểu diễn như số tiền mỗi cổ phần, được tính bằng cách chia tài sản ròng cho số cổ phần quỹ đang lưu hành. Các quỹ phải tính toán giá trị tài sản ròng của họ theo các quy tắc nêu trong Bản cáo bạch. Quỹ tính toán NAV vào cuối mỗi ngày mà sàn giao dịch chứng khoán New York mở cửa, mặc dù một số quỹ tính NAV của họ nhiều hơn một lần mỗi ngày.
Đánh giá chứng khoán được nắm giữ trong danh mục đầu tư của quỹ thường là phần khó khăn nhất trong việc tính toán giá trị tài sản ròng. Hội đồng quản trị của quỹ thường giám sát đánh giá chứng khoán.

### Tỉ lệ chi phí
Tỷ lệ chi phí cho phép các nhà đầu tư so sánh chi phí qua các quỹ. Tỷ lệ chi phí bằng phí 12b-1 cộng với phí quản lý và các chi phí quỹ khác chia tài sản ròng trung bình hàng ngày. Tỷ lệ chi phí đôi khi được gọi là "tỷ lệ chi phí tổng" hoặc TER.

### Tổng hoàn vốn hàng năm trung bình
SEC yêu cầu các quỹ tương hỗ báo cáo tỷ suất hoàn vốn kép trung bình hàng năm cho thời gian 1 năm, 5 năm và 10 năm theo công thức sau:

P(1+T)n = ERV
Ở đây:
P = một thanh toán ban đầu giả định 1.000 USD.
T = tổng hoàn vốn hàng năm trung bình.
n = số năm.
ERV = giá trị mua lại cuối cùng của một thanh toán 1.000 USD giả định được thực hiện vào đầu các định kỳ 1-, 5-, hay 10-năm tại cuối các thời kỳ 1-, 5-, hay 10-năm (hoặc phần phân đoạn).

### Luân chuyển vốn
Luân chuyển vốn là một thước đo của khối lượng trao đổi chứng khoán của quỹ. Nó được thể hiện như là một tỷ lệ phần trăm của giá trị thị trường trung bình của các chứng khoán dài hạn của danh mục đầu tư. Luân chuyển vốn là giá trị thấp hơn của mua hoặc bán của quỹ trong một năm đã cho chia cho giá trị thị trường chứng khoán dài hạn bình quân cùng kỳ. Nếu thời kỳ ít hơn một năm, luân chuyển vốn thường được thường niên hóa.

## Quỹ tương hỗ trên thế giới

### Việt Nam
Tại Việt Nam, quỹ tương hỗ được gọi là quỹ đại chúng, một trong hai loại quỹ đầu tư chứng khoán được quy định trong Luật Chứng khoán, Luật 62/2010/QH12 và các văn bản pháp luật khác như Nghị định 58/2012/NĐ-CP của Chính phủ, Thông tư 183/2011/TT-BTC và Thông tư 210/2012/TT-BTC của Bộ Tài chính
Quỹ đại chúng có hai loại: quỹ mở và quỹ đóng.